# Andrew C. McLaughlin

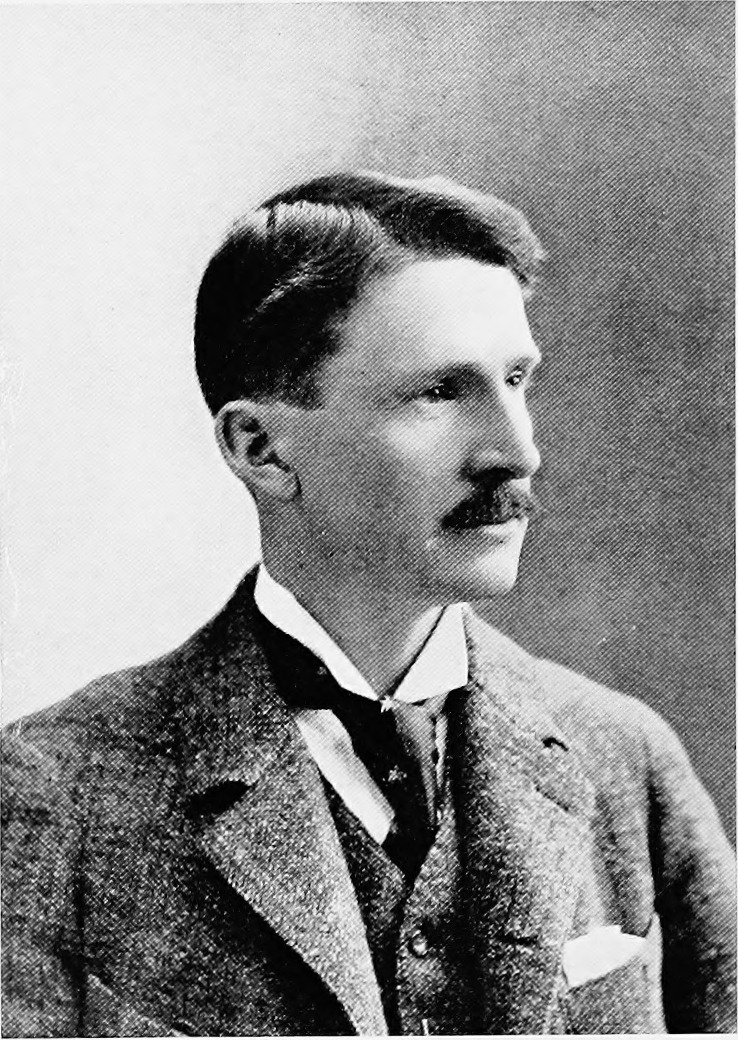
Andrew C. McLaughlin

Andrew Cunningham McLaughlin (* 14. Februar 1861 in Beardstown, Illinois; † 24. September 1947) war ein US-amerikanischer Historiker.
McLaughlin studierte an der University of Michigan mit dem Bachelor-Abschluss 1882 und dem Abschluss in Jura 1885. Er praktizierte kurz in Chicago als Anwalt, ging dann wieder an die University of Michigan als Instructor für Latein und wandte sich der Verfassungsgeschichte zu. 1891 wurde er Professor für Geschichte. Er war Herausgeber des American Historical Review. 1903 wurde er erster Direktor in der Abteilung Geschichte (Bureau of Historical Research) der neu gegründeten Carnegie Institution in Washington, D.C. 1906 wurde er Professor an der University of Chicago. Er war bis 1927 Vorstand der Fakultät für Geschichte und wurde 1929 emeritiert.
Im Ersten Weltkrieg war er Mitglied eines Komitees amerikanischer Historiker (National Board for Historical Service), das für einen Krieg gegen Deutschland argumentierte, und reiste 1918 nach Großbritannien, wo er Vorlesungen über die Kriegsgründe und amerikanischen Kriegsziele hielt. Einer seiner Söhne fiel im Ersten Weltkrieg.
McLaughlin befasste sich vor allem mit Verfassungsgeschichte der USA und erhielt für sein Hauptwerk A Constitutional History of the United States 1936 den Pulitzer-Preis für Geschichte. Er sah die amerikanische Verfassung und die politischen Institutionen der USA weniger als revolutionäre Neuerung als als Ergebnis organischer Entwicklung aus der britischen Kolonialzeit.
Er war der Bruder des Politikers James C. McLaughlin. 1890 heiratete er Lois Angell, die Tochter des Präsidenten der University of Michigan, James B. Angell. Seine Tochter Constance McLaughlin Green erhielt ebenfalls den Pulitzer-Preis für Geschichte. Er war Präsident der American Historical Association.
Zu seinen Schülern zählt Henry Steele Commager.

## Schriften
- Confederation and Constitution, 1783-1789. Harper, New York 1907
- The Courts, the Constitution, and Parties: Studies in Constitutional History and Politics. University of Chicago Press, 1912
- The Foundations of American Constitutionalism. New York University Press, 1932 (Phelps Lectures an der New York University)
- A Constitutional History of the United States. D. Appleton Century, New York 1935, Online
- mit Claude H. Van Tyne: History of the United States for Schools. Appleton, 1911 und öfter
- A history of the American Nation. Appleton, 1905